# Institut de recherche musicale
L’Institut de recherche musicale (« Institute of Musical Research ») est un institut de recherche de l'université de Londres, fondé en 2005 et situé au Senate House de Bloomsbury.
À l'origine partie de la School of Advanced Study (en), il est depuis 2015 affilié au college Royal Holloway de l'université de Londres.
Son objectif est de faciliter la recherche dans le domaine de la musique de toutes les traditions et époques, et de soutenir les chercheurs indépendants et affiliés.

## Direction
- 2006 à 2009 : Katharine Ellis (en)
- 2009 à 2011: John Irving
- 2011 - : Stephen Downes